# Cnemeplatia atropos
Cnemeplatia atropos – gatunek chrząszcza z rodziny czarnuchowatych i podrodziny Pimeliinae.

## Taksonomia
Gatunek ten opisany został po raz pierwszy w 1847 roku przez Achillego Costę.

## Morfologia
Chrząszcz o ciele długości od 2,5 do 3 mm, w zarysie wydłużonym, o równoległych bokach. Szeroka, płaska głowa ma prostą krawędź przednią i zaopatrzona w małe, oszczecinione, wgłębione oczy. Czułki są cienkie i krótkie, niedochodzące do przedniej krawędzi przedplecza. Ich człony trzeci i czwarty są wyraźnie rozszerzone, a przedostatni nie odbiega długością i szerokością od ostatniego. Głaszczki szczękowe mają walcowaty człon ostatni. Przedplecze jest nieco sercowate, ku przodowi rozszerzone, szersze od głowy. Na jego powierzchni występują wyraźnie wgłębione linia środkowa i para dołków po jej bokach. Pokrywy są u podstawy tak szerokie jak przedplecze i mają równoległe boki. Ich powierzchnia cechuje się wyniesionymi międzyrzędami, punktowanymi rzędami oraz obecnością skórzastych guzków. Odnóża są krótkie. Przednia ich para ma trójkątnie rozszerzone i spłaszczone golenie na szczycie niemal tak szerokie jak długie.

## Ekologia i występowanie
Owad ten występuje wśród gnijących szczątków roślinnych, w tym w pryzmach kompostowych. Dorosłe osobniki przylatują do sztucznych źródeł światła.
Gatunek palearktyczny, znany z  Portugalii, Hiszpanii, francuskiej Korsyki, Włoch, Malty, Węgier, Chorwacji, Rumunii, Grecji, europejskiej i azjatyckiej części Turcji, Armenii, Azerbejdżanu, Syrii, Izraela, Arabii Saudyjskiej, Jemenu, Iraku, Kazachstanu, Turkmenistanu, Uzbekistanu, Tadżykistanu, Iranu, Maroka, Tunezji i Egiptu. 